# Doctrine du trust
 (mai 2025).
Pour les articles homonymes, voir Trust.
La public trust doctrine (littéralement doctrine de la fiducie publique) est le principe selon lequel certaines ressources sont mises par la Nation sous la garde de l'État, et non sous sa propriété.
Le mot anglais Trust signifie confiance.
Selon la doctrine du trust, un gouvernement — qui est chargé, selon les théories du contrat social, de protéger la liberté et la propriété individuelle des citoyens — est légitimement soumis au contrôle de ses sujets. Ces sujets peuvent donc aller à l'encontre de leur gouvernement lorsque celui-ci ne respecte pas la liberté ou la propriété individuelle, et manifester leur désobéissance civile[réf. nécessaire].
Cette doctrine est à l'origine du libéralisme politique[réf. nécessaire].